# Dantzig Alley British Cemetery
Dantzig Alley British Cemetery is een Britse militaire begraafplaats met gesneuvelden uit de Eerste Wereldoorlog, gelegen in de Franse plaats Mametz (Somme). De begraafplaats ligt 600 m ten noordoosten van het dorpscentrum en werd ontworpen door Herbert Baker. Het terrein heeft een rechthoekig grondplan met een oppervlakte van 5.722 m² en wordt onderhouden door de Commonwealth War Graves Commission. Ze is omgeven door een bakstenen muur. Het Cross of Sacrifice staat centraal dicht bij de noordwestelijke muur. De 183 oorspronkelijke graven liggen samen met de Stone of Remembrance op een hoger plateau vlak bij de toegang. 
Er liggen 2.053 doden begraven waaronder 518 die niet meer geïdentificeerd konden worden.

## Geschiedenis
Na hevige gevechten in de omgeving van "Dantzig Alley" (dit was een versterkte Duitse loopgraaf) op de eerste dag van de Slag aan de Somme (1 juli 1916) werd Mametz ingenomen door de 7th Division. De begraafplaats werd in dezelfde maand aangelegd en gebruikt door verbandposten (field ambulances) en gevechtseenheden tot november 1916. Gedurende het Duitse lenteoffensief in maart 1918 kwam het terug in vijandelijke handen maar werd in augustus daaropvolgend heroverd. Bij de wapenstilstand waren er 183 gesneuvelden begraven maar werd vanaf dan gevoelig uitgebreid met doden afkomstig uit de omliggende slagvelden en enkele kleinere begraafplaatsen. Deze waren: Aeroplane Cemetery, Bottom Wood Cemetery en Hare Lane Cemetery in Fricourt, Bulgar Alley Cemetery, Mametz German Cemetery en Mansel Copse Cemetery in Mametz, Montauban Road Cemetery en Vernon Street Cemetery in Carnoy. Enkele Franse en Duitse graven werden toen naar elders overgebracht.
Onder de geïdentificeerde doden zijn er 1.490 Britten, 10 Canadezen, 13 Australiërs, 18 Nieuw-Zeelanders, 3 Zuid-Afrikanen, en 1 Indiër. 
Voor 17 Britten werden Special Memorials opgericht omdat hun graven niet werden teruggevonden maar men vermoedt dat ze zich onder de naamloze grafzerken bevinden. Voor 71 andere slachtoffers werd een Duhallow Block opgericht omdat ze oorspronkelijk in andere begraafplaatsen lagen, maar waar hun graven door oorlogsgeweld werden vernietigd.

## Graven

### Onderscheiden militairen
- Frederick Leonard Sharp, luitenant-kolonel bij de Royal Field Artillery werd onderscheiden met de Orde van Sint-Michaël en Sint-George (CMG).
- Hugo Beaumont Burnaby, luitenant-kolonel bij het The Queen's (Royal West Surrey Regiment), Norman Walford Broughton, kapitein bij het Royal Army Medical Corps, John Peake Knight, kapitein bij de Royal Field Artillery en Isaac Arthur James Pask, kapitein bij de Royal Field Artillery werden onderscheiden met de Distinguished Service Order (DSO). Laatstgenoemde werd ook nog onderscheiden met het Military Cross (DSO MC).
- majoor Aston Giffard Astley, de kapiteins Charles Roy Limbery en William John Banks, de luitenants James Frederick Venmore en Reginald Hugh Lawson en onderluitenant Harold Harding Linzell werden onderscheiden met het Military Cross (MC).
- de onderluitenants W.C.S. Warr en Albert William Webb, compagnie sergeant-majoor A. Cook, de sergeanten Frank Davis, C. Dawson, H. Long, J. Mc Nulty en H.A. Morris, korporaal E.J. Swanborrough, kanonnier C. Lailey en soldaat E. Salisbury werden onderscheiden met de Distinguished Conduct Medal (DCM).
- 26 militairen ontvingen de Military Medal (MM).

### Minderjarige militairen
- soldaat Charles P. Tempest en schutter William R. Wood waren slechts 16 jaar toen ze sneuvelden.
- soldaat Daniel Rees was 17 jaar toen hij sneuvelde.

### Aliassen
- schutter Frank Buggs, diende onder het alias Frank Bradley bij het London Regiment (Queen's Westminster Rifles).
- geleider Frank O'Brien diende onder het alias Frank Bryan bij de Royal Field Artillery.
- soldaat Willis Barker diende onder het alias John Lee bij het Yorkshire Regiment.